# Calopteryx xanthostoma
Calopteryx xanthostoma là loài chuồn chuồn trong họ Calopterygidae. Loài này được Charpentier mô tả khoa học đầu tiên năm 1825.

## Hình ảnh

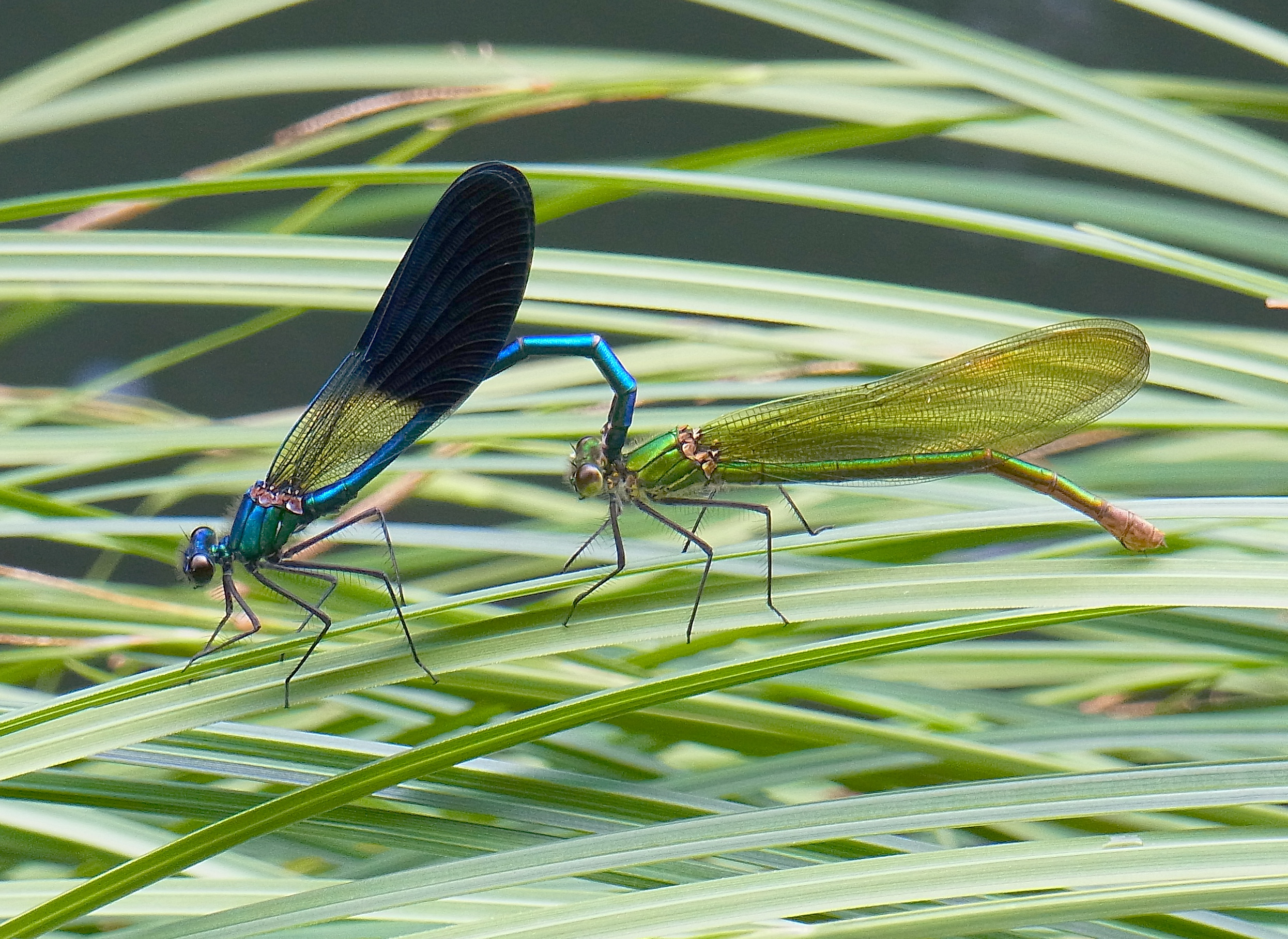
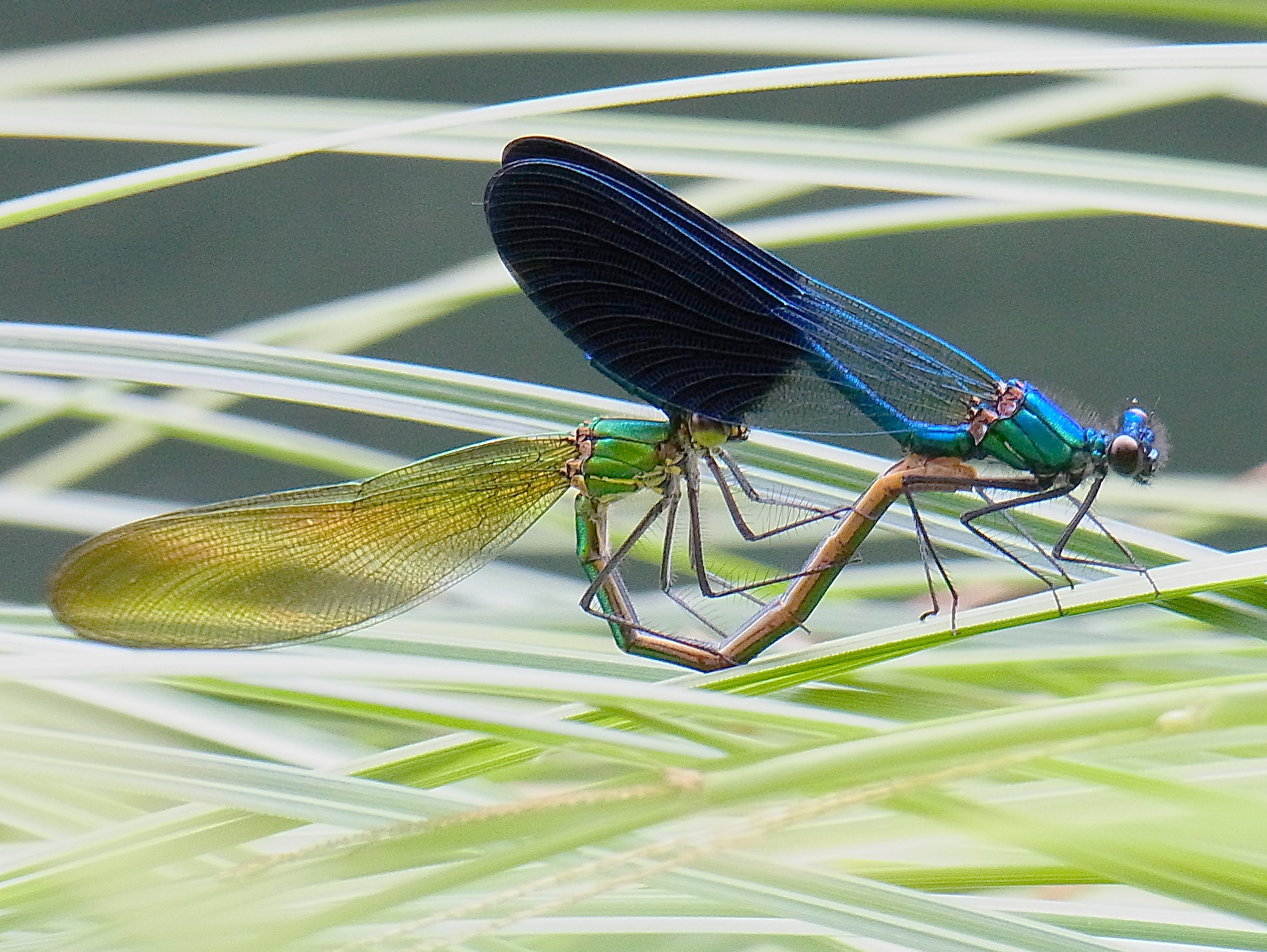